# ألبرت هيث
ألبرت هيث (بالإنجليزية: Albert Heath)‏ هو عازف جاز أمريكي، ولد في 31 مايو 1935 في فيلادلفيا في الولايات المتحدة.

## وصلات خارجية
- ألبرت هيث على موقع ميوزك برينز (الإنجليزية)
- ألبرت هيث على موقع أول ميوزيك (الإنجليزية)
- ألبرت هيث على موقع ديسكوغز (الإنجليزية)